# Marek Piątek
Marek Marian Piątek CSsR (ur. 10 października 1954 w Tuchowie) – polski redemptorysta, biskup Coari w Brazylii od 2011.

## Życiorys
Święcenia kapłańskie przyjął 5 czerwca 1980 z rąk biskupa Jerzego Ablewicza. Uzyskał doktorat z teologii moralnej na Akademii Alfonsjańskiej w Rzymie. Pracował głównie w brazylijskiej archidiecezji São Salvador da Bahia, gdzie był m.in. wychowawcą i wykładowcą na miejscowym uniwersytecie oraz proboszczem parafii Zmartwychwstania Pańskiego.
15 czerwca 2011 papież Benedykt XVI mianował go biskupem-prałatem Coari w Amazonii, w Brazylii. Sakry biskupiej udzielił mu 12 sierpnia 2011 prymas Brazylii Murilo Krieger, ingres odbył się 23 października 2011 r. Po podniesieniu prałatury do rangi diecezji 9 października 2013 bp Piątek został jej pierwszym ordynariuszem.